# باسيل بارك
باسيل بارك هو لاعب كرة القدم الكندية كندي، ولد في 2 يوليو 1945 في مونتريال في كندا.